# Entodon schleicheri
Entodon schleicheri là một loài rêu trong họ Entodontaceae. Loài này được Schimp. Demet. mô tả khoa học đầu tiên năm 1885.